# Hermonassa staudingeri
Hermonassa staudingeri är en fjärilsart som beskrevs av Ahmet Ömer Koçak 1981. Hermonassa staudingeri ingår i släktet Hermonassa och familjen nattflyn. Inga underarter finns listade i Catalogue of Life.